# José María Córdova
Pour les articles homonymes, voir Cordova.
José María Córdova Muñoz est un soldat colombien, né le 8 septembre 1799 à Concepción (Colombie) et mort le 17 octobre 1829  à El Santuario (Colombie).
Il fut général de l'armée colombienne pendant la guerre d'indépendance de la Colombie contre l'Espagne.